# ВСК-94
ВСК-94 (Войсковой Снайперский Комплекс, Индекс ГРАУ — 6В8) — российская снайперская винтовка, созданная на базе малогабаритного автомата 9А-91 в Тульском конструкторском бюро приборостроения для ведения снайперского бесшумного и беспламенного огня преимущественно в населённых пунктах.

## Конструктивные особенности
ВСК-94 была разработана в качестве более дешевой и доступной альтернативы винтовке ВСС «Винторез», разработки ЦНИИТочМаш. По сути ВСК-94 действительно является дешёвым аналогом «Винтореза» — обе системы используют патроны 9×39, обладают сходными ТТХ, но ВСК-94 технологичнее, проще в устройстве, дешевле в производстве, и имеет еще целый ряд преимуществ.
Все узлы автомата сохранены, отличие лишь в наличии глушителя и пластикового приклада скелетного типа. Глушитель не является интегрированным в конструкцию, поэтому сохранена возможность стрельбы без него (в отличие от ВСС). На стволе винтовки вместо компенсатора выполнена резьба под ПБС. Автоматика работает за счет энергии пороховых газов, отводимых из канала ствола. Запирание ствола осуществляется поворотом затвора под воздействием специального выреза затворной рамы. Винтовка имеет автоматический и одиночный режимы огня. Флажок смены режимов находится с правой стороны ствольной коробки и одновременно является предохранителем.
Кроме механического прицела, аналогичного 9А-91, винтовка оснащается 4-х кратным оптическим прицелом ПСО-1-1, приспособленным под баллистику используемых патронов с дозвуковой скоростью пули, а так же разработанными 7-ми кратным коллиматорным прицелом ПКС-07 (дневной) и ПКН-03М (ночной).
Для стрельбы применяются специальные дозвуковые патроны: снайперский СП-5, бронебойный СП-6 и новый патрон ПАБ-9 сочетающий хорошую кучность с бронебойным действием и имеющий значительно меньшую стоимость.
Эффективный глушитель значительно снижает уровень звука при выстреле и полностью исключает дульное пламя. Это обеспечивает скрытное поражение целей на дальности до 400 м.
ВСК-94 имеет быстроразборную конструкцию, в разобранном виде транспортируется в компактном подсумке или кейсе.

## Достоинства
- Приемлемая дульная энергия.
- Высокое пробивающее и убойное действие пули.
- Прицельная и эффективная дальность огня вполне достаточны для проведения спецопераций на открытой местности. Удобный приклад и адаптированный оптический прицел обеспечивают хорошую точность стрельбы. Отсутствие дульного пламени и глушение звука выстрела позволяют снайперу скрытно работать в непосредственной близости от противника.
- Тяжёлая пуля медленно теряет кинетическую энергию, что обеспечивает высокое поражающее действие, даже за пределами максимальной дальности прицельного огня.
- Малый вертикальный размер позволяет стрелку плотно прижиматься к земле[6].
- Глушитель не содержит сменных элементов, поэтому его эффективность не снижается достаточно долго в процессе стрельбы.
- Винтовка устойчива к запылению и обладает надежностью, аналогичной автоматам Калашникова.

## Недостатки
- Большая масса пули вкупе с увеличенной навеской пороха и малая масса винтовки дают сильную отдачу.
- Винтовка не является столь бесшумной. Её лязгающий затвор (особенно при стрельбе очередями) далеко слышен, особенно в ночное время и при отсутствии достаточно сильных фоновых шумов. Громкость ВСК-94 — на уровне малокалиберной винтовки.
- При автоматическом режиме стрельбы резко падает эффективность глушителя, даже в сравнении с другими винтовками данного типа.
- Значительный вес боеприпасов существенно снижает носимый боекомплект.
- Настильность траектории полета дозвуковой пули ограничивает эффективную дальность стрельбы.

Дополнение:
В отличие от «ВСС «Винторез» ВСК-94 имеет курковый ударно-спусковой механизм, — однако в этом и состоит её основное преимущество. Глушитель (из-за его типа он не относится к приборам для бесшумно — беспламенной стрельбы) неразборный (из-за чего после стрельбы его приходится полоскать соляркой или бензином, а при попадании внутрь воды появляется ржавчина в рекордно короткие сроки) не имеет интегрального соединения со стволом оружия, ствол не имеет хромового покрытия (хотя за счет этого имеет довольно неплохую кучность (хромовое покрытие вследствие электрохимического способа нанесения не имеет равномерной структуры), однако минусом отсутствия хромового покрытия является его малый ресурс). В целом, ВСК-94 довольно неплохо зарекомендовали себя в ходе двух чеченских войн.

## На вооружении
- Армения: на вооружении отдельных категорий сотрудников полиции[7]
- Беларусь: используется бойцами СПБТ «Алмаз», сил специальных операций, ОСАМ ГПК РБ[8].
- Казахстан: используется спецподразделениями МВД.
- Монголия: используется бойцами сил специальных операций[9].
- Россия: на вооружении спецподразделений МВД[10].
- Узбекистан: используется подразделениями Спецназа и Нац.гвардии.